# カノアラウレアーズ福岡
カノアラウレアーズ福岡（カノアラウレアーズふくおか、英: KANOA Laulea's Fukuoka）は、福岡県福智町を本拠地とする女子バレーボールチームである。2025-26シーズンはV.LEAGUE WOMENに所属。

## 概要
運営は一般社団法人カノアスポーツ振興会。2018年設立。2023-24シーズンよりV.LEAGUE（DIVISION3 WOMEN）に参入。
ホームタウンは福岡県田川郡福智町。また、田川市、行橋市、直方市、飯塚市、糸田町、宮若市、嘉麻市、香春町ともフレンドリータウン協定を締結している。
チーム名は、「カノア」とはハワイ語で「自由」、「ラウレア」は同じくハワイ語で「幸福」の意味である。
公式クラブマスコットキャラクターは「カノ福」である。
2024年からサテライトチームとして「カノアウル福岡」が活動している。

## 歴史
2018年、福岡県バレーボール協会支援の下、将来のV.LEAGUE参入を目指し『福岡春日シーキャッツ』として設立。設立準備は福岡市で行われたが、練習場の優先使用などで協力した春日市がホームタウンに選ばれた。
初代監督にアトランタ五輪ビーチバレー日本代表で県協会理事を務める高尾和行、コーチに元日本代表の宝来麻紀子が就任。3月18日にトライアウトを実施。3月30日にメンバーが発表され、経営不振でVリーグ機構を退社したフォレストリーヴズ熊本からも3選手が移籍加入した。4月からチームとして活動開始。春日市総合スポーツセンターで練習を重ねる。
同年7月、発足からわずか3か月で全日本6人制クラブカップ女子選手権準優勝を果たす。
2020年、1月から2月に開催された第10回全国6人制リーグ総合優勝大会決勝リーグに初出場し、6勝5敗の成績を挙げた。しかし、その後チームはコロナ禍により6月まで練習中止を余儀なくされる。
2020年6月、元パナソニックパンサーズの森田亜貴斗が監督に就任。元日本代表セッターで地元出身でもある松浦麻琴もコーチに就任した。
しかし、続くコロナ禍によりスポンサーからの協賛金が減り苦境に立たされ、ホームゲームでのスタッフ確保など体制面で課題が残ったため、翌シーズン（2021-22シーズン）のV.LEAGUE入りは果たせなかった。また、当時の運営が素人であり、運営資金が枯渇し、運営スタッフが次々と退団する事態に陥り、森田の給与までも無給になる事態に陥った。福岡県内でもクラブの評判は悪くなり、森田の営業も及ばずスポンサーもつかない状態となった。
2020年12月7日より、運営資金減額の回復を目指し、クラウドファンディングを1ヶ月間実施し、986,280円の支援総額となった（目標金額は5,800,000円）。結果的には、回復に至らないどころか、スポンサーが20社から4社になり、2021年3月には所属選手が全員退団する事態に陥った。
2021年4月15日、チーム名変更がツイッターアカウントより発表され、チーム名が『KANOA福岡』となった。KANOAとはハワイ語で「自由」という意味で、自由な発想で新たな価値を生み出すチームを目指すためにつけられた。運営法人も、法人名が『一般社団法人福岡春日シーキャッツ』から『一般社団法人Ichijo』に変更された。シーキャッツ時代にコーチとして在籍していた宝来と松浦も、公式サイトのメンバー一覧に記載されておらず、退団となった。前年より森田がオファーを出していた新卒の選手達が新たに入団した。
2021年7月、運営をV字回復させる実績のある森裕介が球団本部長に就任。森の計画により、8月、県内の福智町とのフレンドリータウン協定締結に至った。
しかし、2022-23シーズンのV.LEAGUE参入は見送られた。
2021-22シーズン、皇后杯は、ブロックラウンドで出場チームの出場辞退により無条件でファイナルラウンド出場となる。ファイナルラウンド1回戦でヴィクトリーナ姫路に敗れ敗退。しかし、第12回全国6人制リーグ総合優勝大会西部決勝リーグでは4戦全勝で優勝を果たした（東部上位と対戦するグランドチャンピオンマッチは中止）。
2022年4月1日、フレンドリータウン協定を締結していた福智町を新たにホームタウンとした（ホームタウン協定を締結）。それに因み、福智町の「地域おこし協力隊」に選手2人、スタッフ1人が着任した。同時にチーム名とチームロゴも変更され、チーム名が『カノアラウレアーズ福岡』となった。チーム名に新たに加えられた「ラウレア」はハワイ語で「幸福」の意味で、バレーボールを通じて「自由」に羽ばたき、観ていただく方々に感動と幸福を与えられるようなチームを目指すと発表した。2022-23シーズン新体制も発表され、監督の森田が代表理事も務めると発表した。
2022年10月6日、チーム運営会社の社名が「一般社団法人Ichijo」から「一般社団法人カノアスポーツ振興会」に変更になったと発表した。
2022年10月12日、V.LEAGUEのS3ライセンス取得が決定したと発表された。それにより、2023-24シーズンのV.LEAGUE参入が内定した。
2023-24シーズンは、V.LEAGUEのDIVISION3 WOMEN（V3女子）所属となった。しかし、2024-25シーズンからのリーグ再編により、新リーグ参入に資金が必要となったため、森裕介はうなぎ屋の事業設立を決断。所属選手である熊本比奈が社長を引き受けた。クラブの資金調達だけでなく、町おこし、選手のセカンドキャリアも視野に入れたものである。リーグ編成後の1部リーグに相当するS-V.LEAGUE入りも視野に入れ、森は、そのためには5つくらいの事業設立が必要だと見解を述べた。そして、初のVリーグ参戦となる2023-24シーズン、V3女子で8勝7敗の成績を残し3位で終えた。
2025年6月、SVリーグ参入を目指す運営体制強化の一環として、現役ラグビーユニオン選手の山田章仁がゼネラルディレクターに就任した。7月にチーム創設から監督を務めていた森田亜貴斗が家庭の事情で監督を退任。後任には元日本代表の高松卓矢が就任。

## 成績

### 主な成績
V.LEAGUE DIVISION3 WOMEN
- 優勝 なし
- 準優勝 なし

全国6人制バレーボールリーグ総合男女優勝大会
- 西部決勝リーグ優勝 1回（2021年度）

全日本6人制クラブカップ女子選手権
- 準優勝 2回（2018年、2022年）

### 年度別成績

#### V.LEAGUE (2018-2024)
| 所属      | 年度    | 最終 順位 | 参加 チーム数 | レギュラーラウンド | レギュラーラウンド | レギュラーラウンド | レギュラーラウンド | ポストシーズン | ポストシーズン | ポストシーズン |
| 所属      | 年度    | 最終 順位 | 参加 チーム数 | 順位               | 試合               | 勝                 | 敗                 | 試合           | 勝             | 敗             |
| --------- | ------- | --------- | ------------- | ------------------ | ------------------ | ------------------ | ------------------ | -------------- | -------------- | -------------- |
| DIVISION3 | 2023-24 | 3位       | 4チーム       | 3位                | 15                 | 8                  | 7                  | -              | -              | -              |

#### SV.LEAGUE / V.LEAGUE
| 所属     | 年度    | 最終 順位 | 参加 チーム数 | レギュラーラウンド | レギュラーラウンド | レギュラーラウンド | レギュラーラウンド | ポストシーズン | ポストシーズン | ポストシーズン | 備考 |
| 所属     | 年度    | 最終 順位 | 参加 チーム数 | 順位               | 試合               | 勝                 | 敗                 | 試合           | 勝             | 敗             | 備考 |
| -------- | ------- | --------- | ------------- | ------------------ | ------------------ | ------------------ | ------------------ | -------------- | -------------- | -------------- | ---- |
| V.LEAGUE | 2024-25 | 5位       | 11チーム      | 5位                | 28                 | 15                 | 13                 | -              | -              | -              |      |

## 選手・スタッフ(2025-26)

### 選手
| 背番号                                                       | 名前                 | シャツネーム | 生年月日（年齢）       | 身長  | 国籍         | Pos | 在籍年  | 前所属           | 備考       |
| ------------------------------------------------------------ | -------------------- | ------------ | ---------------------- | ----- | ------------ | --- | ------- | ---------------- | ---------- |
| 1                                                            | 大西風歌             | OHNISHI      | 2000年8月31日（24歳）  | 155   | 日本         | S   | 2023年- | 帝塚山大学       | キャプテン |
| 2                                                            | 赤星理奈             | AKAHOSHI     | 2002年6月14日（23歳）  | 175   | 日本         | MB  | 2024年- | 九州共立大学     | 新人       |
| 3                                                            | 栗下詩子             | KURISHITA    | 1999年3月25日（26歳）  | 173   | 日本         | MB  | 2021年- | 神戸親和女子大学 |            |
| 5                                                            | 師岡詩帆             | MOROOKA      | 2002年6月20日（23歳）  | 162   | 日本         | OH  | 2025年- | カノアウル福岡   | 新加入     |
| 6                                                            | 坂本悠綺             | SAKAMOTO     | 2002年8月28日（22歳）  | 176   | 日本         | OH  | 2024年- | 新潟医療福祉大学 | 新人       |
| 7                                                            | 原田栞里             | HARADA       | 1998年10月26日（26歳） | 170.5 | 日本         | OH  | 2023年- | アランマーレ     |            |
| 9                                                            | 宮崎愛里             | MIYAZAKI     | 1998年7月28日（26歳）  | 179   | 日本         | MB  | 2023年- | 大野石油         |            |
| 10                                                           | 岡田楓奈             | OKADA        | 2000年1月13日（25歳）  | 160   | 日本         | L   | 2025年- | 熊本             | 移籍加入   |
| 11                                                           | 三宅楓               | MIYAKE       | 1999年8月30日（25歳）  | 173   | 日本         | S   | 2025年- | JAぎふ           | 移籍加入   |
| 12                                                           | 山根茉唯加           | YAMANE       | 1999年8月28日（25歳）  | 172   | 日本         | OP  | 2025年- | JAぎふ           | 移籍加入   |
| 14                                                           | 宮地佳乃             | MIYAJI       | 2001年7月28日（23歳）  | 179   | 日本         | MB  | 2024年- | PFU              |            |
| 15                                                           | 横田希歩             | YOKOTA       | 2001年3月11日（24歳）  | 180   | 日本         | OH  | 2023年- | 帝塚山大学       |            |
| 20                                                           | 阿羅田安莉           | ARATA        | 2002年3月5日（23歳）   | 164   | 日本         | L   | 2024年- | 龍谷大学         |            |
| 29                                                           | メソマチ・オケケアル | OKEKEARU     | 2002年9月8日（22歳）   | 183   | ナイジェリア | OH  | 2024年- | アランマーレ     |            |
| 出典：チーム公式サイト Vリーグ公式サイト 更新：2025年7月10日 |                      |              |                        |       |              |     |         |                  |            |

### スタッフ
| 役職                                                        | 名前       | 備考       |
| ----------------------------------------------------------- | ---------- | ---------- |
| 代表取締役                                                  | 中村恭輔   |            |
| ヘッドコーチ                                                | 高松卓矢   | 新任       |
| 取締役兼管理本部長                                          | 池田道雄   |            |
| 監査役                                                      | 久米弘幸   |            |
| コーチ                                                      | 向野修一郎 |            |
| マネージャー                                                | 鎌田葉月   |            |
| トレーナー                                                  | 岡部圭佑   |            |
| マーケティング担当                                          | 桐山詩菜   |            |
| ディレクター                                                | 染川遥香   |            |
| 地域創生本部長                                              | 小林謙太   |            |
| カノアウル監督                                              | 秋田陸希   |            |
| クラブスタッフ                                              | 大篭駿     |            |
| 地域連携担当                                                | 密本歩惟   |            |
| 強化マネージャー                                            | 高坂麻耶   |            |
| クラブスタッフ                                              | 長畑蒼衣   |            |
| 名誉監督                                                    | 黒土孝司   | 福智町町長 |
| 専属カメラマン                                              | 吉田直史   |            |
| 出典：チーム公式サイト Vリーグ公式サイト 更新：2024年8月5日 |            |            |